# راي سميث (لاعب كرة قدم)
راي سميث (بالإنجليزية: Ray Smith)‏ هو لاعب كرة قدم بريطاني في مركز جناح ‏، ولد في 13 سبتمبر 1934 في كينغستون أبون هال في المملكة المتحدة. لعب مع نادي بيتربورو يونايتد.